# Spiralhallen
Spiralhallen (fi. Spiral-halli) är en idrottshall i stadsdelen Kaukajärvi i Tammerfors. Hallen var den första i Finland att byggas ändamålsenligt för innebandy. Den används främst av innebandyföreningarna Classic, Ilves och Koovee samt för futsal av Ilves FS.